# 帕伦 (德国)
帕伦是德国石勒苏益格－荷尔斯泰因州的一个市镇。总面积10.80平方公里，总人口1180人，其中男性589人，女性591人（2011年12月31日），人口密度109人/平方公里。